# 內華達造山運動
內華達造山運動是在侏羅紀中期到白堊紀早期（1.55億到1.45億年前）發生於今天的北美洲西部的一系列造山運動。期間至少發生過兩次不同類型的造山運動。第一次是由於法拉龍板塊向北美大陸板塊下俯衝、產生大陸岩漿弧的碰撞造山，第二次則是由多個洋内弧在北美大陸板塊上增生導致的增生造山。內華達造山運動總共只持續了1000萬年，這在造山運動中較為罕見。